# Rehema Watongola
Rehema Watongola (falecida a 14 de novembro de 2020) foi uma política do Uganda.

## Biografia
Ela foi membro do Parlamento do Uganda de 2016 a 2020. Watongola morreu de COVID-19 aos 61 anos.